# ندول (زمین‌شناسی)
گِرِهَک یا ندول (به انگلیسی: Nodule) در رسوب‌شناسی و زمین‌شناسی، کلوخه یا توده کوچک و نامنظم گِرد از یک سنگ‌دانه معدنی است که معمولاً دارای ترکیب متضادی است، مانند گرهک پیریت در زغال‌سنگ، گرهک چِرت در سنگ آهک، یا گرهک فسفریتی در پلمه‌سنگ (شیل) دریایی ته‌نشست‌های احاطه‌کننده یا سنگ‌های رسوبی. 
گرهک‌ها به‌طور معمول دارای یک سطح زگیل‌مانند یا ضربه‌خورده هستند و به عنوان یک توده مجزا در لایه میزبان وجود دارند. گرهک‌ها به‌طور کلی فاقد هرگونه ساختار داخلی هستند، به‌جز بقایای باقی‌مانده از بستر یا فسیل‌های اصلی. گرهک‌ها ارتباط نزدیکی با سَنگال‌ها دارند و گاهی این اصطلاحات به جای هم استفاده می‌شوند. 
مواد معدنی که معمولاً گرهک‌ها را تشکیل می‌دهند عبارتند از کلسیت، چرت، آپاتیت (فسفوریت)، انیدریت و پیریت.